# Målsyet
Målsyet eller Made-to-measure (forkortet MTM) refererer til en type tøj, der bliver klippet og syet efter et standard mønster men tilpasset efter kundens mål. Jakkesæt og sportsjakker er blandt de beklædningsgenstande, som oftest er målsyet. Generelt blive målsyet tøj betragtet som at passe bedre til brugeren end traditionelt færdigsyet tøj, da det bliver konstrueret på baggrund af individuelle tilpasninger på baggrund af et mindre antal mål hos kunden.
Målsyet tøj vil altid involvere en form for standardisering i mønster og fremstilling, hvor skræddersyet tøj er fermstillet helt fra bunden 100% baseret på kundens mål, og der bruges langt mere tid på detaljer og tilpasning, og der er normalt flere prøvninger af beklædningsgenstanden involveret i løbet af fremstillingen.
Overordnet vil målsyet tøj være dyrere en færdigsyet tøj, men billgere end skræddersyet tøj. "Custom made" vil som regel dække over en form for målsyning. Nogle virksomheder er specialiseret i at målsy tøj eller har det som en del af deres service. Dette tæller bl.a. Suitsupply, der fremstiller jakkesæt. Flere firmaer reklamere også med at levere "skræddersyet" tøj, selvom det reelt er målsyet. Termen "custom tailoring" bruges nogle gange også nogle gange om målsyet tøj. På engelsk bruges ordet "bespoke" om reelt skræddersyet tøj.